# La Bruja (1813)
El lugre La Bruja fue un buque corsario al servicio de las Provincias Unidas del Río de la Plata durante la lucha por la independencia.

## Historia
El lugre o falúa La Bruja, embarcación fluvial que en algunas fuentes consta como propiedad del Estado, fue armado en corso en 1813 por Pedro Dautant, a quien se otorgó el grado de teniente de marina. 
Artillado con un cañón de a 12 y otro de a 8 y tripulado por 20 hombres, inició sus operaciones en el Río de la Plata atacando buques menores de patente de la plaza realista de Montevideo y apoyando el tráfico de cabotaje de Buenos Aires y los convoyes de tropas y suministros destinados al Ejército en Operaciones en la Banda Oriental, actuando en conjunto con el lanchón armado Republicano.
En diciembre de 1813 el comandante del ejército sitiador, general José Rondeau, recomendó al corsario, comando y tripulación, al gobierno patriota por su actuación.
El 5 de enero de 1814 regresó al puerto de Buenos Aires, siendo abastecido como buque del Estado. Tras la caída de Montevideo en junio de ese año y finalizadas las operaciones de corso fluvial contra España, La Bruja se reintegró al tráfico de cabotaje comercial.